# Newark, Illinois
Newark là một làng thuộc quận Kendall, tiểu bang Illinois, Hoa Kỳ. Năm 2010, dân số của làng này là 992 người.

## Dân số
Dân số qua các năm:
- Năm 2000: 887 người.
- Năm 2010: 992 người.